# Michał Hlebowicki
Michał Hlebowicki (ur. 16 listopada 1976) – polski koszykarz, występujący na pozycji silnego skrzydłowego, po zakończeniu kariery zawodniczej trener koszykówki.
4 grudnia 2020 został asystentem trenera Weegree AZS Politechniki Opolskiej.

## Osiągnięcia
Na podstawie, o ile nie zaznaczono inaczej.
Drużynowe
- Mistrz:
  - Cypru (2006, 2007)
  - Łotwy (2008)
- Zdobywca:
  - pucharu Polski (2000)
  - Superpucharu Cypru (2005, 2006)
- Finalista pucharu polski (2001)
- Uczestnik rozgrywek 
  - Eurocup (2005–2008)
  - EuroChallenge (2008/09, 2010/11)
- Awans do I ligi z R8 Basket AZS Politechniką Kraków (2017)[4]

Indywidualne
- Zawodnik miesiąca ligi łotewskiej (październik 2013)
- Zaliczony do I składu II ligi polskiej grupy C (2017)[5]

Reprezentacja
- Uczestnik eliminacji do mistrzostw Europy (1999, 2001)